# 1-я Кронштадтская крепостная минная рота
1-я Кронштадтская крепостная минная рота
Праздник части — 29 июня.
Старшинство по состоянию на 1914 год не установлено.

## История
Сформирована 11 мая 1877 года как Кронштадтская минная рота № 1.
27 апреля 1881 года вторая половина роты отделена на формирование Балтийской минной роты № 2, а первая часть пополнена до штатного состава и названа Балтийская минная рота № 1. Соответственно рота № 1 оставлена в Кронштадте, а № 2 переведена в Свеаборг.
В 1910 году именована 1-я Кронштадтская крепостная минная рота.
Осенью 1914 года составила вместе с прочими инженерными частями Кронштадтской крепости Кронштадтскую крепостную сапёрную бригаду.
В 1917 году из 1-й Кронштадтской крепостной минной роты и 2-й Кронштадтской крепостной минной ротой составлен Кронштадтский крепостной минный батальон.
в 1918 году Кронштадтский крепостной минный батальон переформирован в Кронштадтский крепостной минный отряд (с добавлением переведённого в Кронштадт в 1917—1918 гг. личного состава и судов из Свеаборгского минного батальона, Усть-Двинской и Выборгской минных рот).
в 1925 году в связи с передачей береговой обороны в ведение РККФ Кронштадтский крепостной минный отряд расформирован.

## Участие в боевых действиях
В официальных боевых действиях Кронштадтской минной роте в рядах Российской императорской армии довелось принять крайне ограниченное участие.
Сформированная в 1877 году рота изначально готовилась к отражению возможного нападения британского флота в связи с Русско-турецкой войной 1877—1878 годов, но оно не состоялось. Тем не менее минные заграждения выставлялись.
В Первой мировой войне в период 1914—1917 годов участие 1-й Кронштадтской крепостной минной роты ограничилось выставлением минных заграждений вокруг Кронштадта и его поддержанием в рабочем состоянии. Но германский флот в районе Кронштадта при наличии Крепости Петра Великого не мог оперировать.

### Кронштадтский крепостной минный отряд 1917—1920 гг.
В 1918—1919 годах кронштадтским минёрам довелось принять участие в отражении нападения британского флота на Кронштадт. На минных заграждениях выставленных минёрами потоплен HMS Verulam (1917) (см. Гражданская война на Балтийском море).

## Восстания минёров
1-я Кронштадтская крепостная минная рота была до крайности ненадёжной частью и принимала участие в вооружённых восстаниях гораздо чаще, чем в боевых действиях.
Учебно-минный отряд участвовал в кронштадтском восстании 24—25 октября 1905 года.
Минёры приняли самое активное участие в восстании 1906 года, захватив форт Константин За участие в кронштадтском восстании 19—20 июля 1906 года. Под суд отдана почти вся рота, из них 14 человек — расстреляны.
С февраля 1917 года Кронштадт постоянно пребывал в состоянии революции — события февраля — марта в Кронштадте сменили июльские, а затем октябрьские.
Кронштадтские минёры принимали участие во всех этих событиях, в т. ч. и активно участвовали в штурме Зимнего.
Закончили участие в восстаниях и революциях кронштадтские минёры Кронштадтским мятежом 1921 года.

## Назначение части
Как расположенной в морской крепости, задачей 1-й Кронштадтской крепостной минной роты было выставление минных заграждений в акватории Финского залива, примыкающей к Кронштадтской крепости.
Для выполнения этой задачи имела в своём составе специальные минные суда и плавсредства.
По назначению де-факто являясь флотской частью, рота комплектовалась и содержалась сухопутным ведомством, считаясь инженерной частью Российской императорской армии.

## Суда и плавсредства роты
- Минёр (минный транспорт, 1892)
- Заградитель (минный транспорт, 1906)[12]

## Знаки отличия части к 1914 г.
Сама рота не имела знаков отличий, но суда и плавсредства, входившие в её состав, имели флаг особого образца.